# Christian Morel
Christian Sebastián Morel Núñez (Montevideo, 11 de agosto de 1981) es un político uruguayo perteneciente al Partido Nacional.

## Biografía
Fue alcalde de Río Branco en el periodo 2015 - 2020. 
Fue electo Representante Nacional período 2020-2025 por el departamento de Cerro Largo.
Actualmente es el intendente de Cerro Largo al ganar las elecciones departamentales el 11 de mayo de 2025.